# میشل اوگو
میشل اوگو (انگلیسی: Michel Hugo؛ ۱۳ ژانویه ۱۹۳۰ – ۱۲ اکتبر ۲۰۱۰) فیلم‌بردار اهل ایالات متحده آمریکا بود.

## فیلم‌شناسی
- سر (۱۹۶۸)
- شماره یک (۱۹۶۹)
- گول‌خوردگان (۱۹۶۹)
- Bless the Beasts and Children (۱۹۷۱)
- Earth II (۱۹۷۱, فیلم تلویزیونی)
- They Only Kill Their Masters (۱۹۷۲)
- The Night Stalker (۱۹۷۲, فیلم تلویزیونی)
- حشره (۱۹۷۵)
- Ode to Billy Joe (۱۹۷۶)
- The Manitou (۱۹۷۸)
- هشت ضلعی (۱۹۸۰)
- آجیل (۱۹۸۰)
- پاندمونیوم (۱۹۸۲)